# دائرة سيكيم لوك سابها الانتخابية
دائرة سيكيم لوك سابها الانتخابية هي الدائرة الانتخابية التي تغطي منطقة ولاية سيكيم بأكملها. حيث شاركت سيكيم في أول انتخابات عامة في عام 1977 بعد الانضمام إلى الاتحاد في عام 1975. وأول عضو في البرلمان كان جاترا بهادور شيتري من حزب المؤتمر الوطني الهندي الذي انتخب بالتزكية. وفي الانتخابات التالية عام 1980 انتخب باهال مان سوبا عن حزب سيكيم باريشاد جاناتا. هزم سوبا في انتخابات عام 1984 من قبل السياسي المستقل نار بهادور بهانداري. ثم فازا مرشحي حزب سيكيم سنكرام باريشاد (ناندو ثابا) و(ديل كوماري بهانداري) على التوالي في الانتخابات في العامين المقبلين (1989 و1991). وقد تم تمثيل الدائرة من قبل (بهيم براساد داهال النائب 1996-2004) الذي كان أحد أعضاء حزب الجبهة الديمقراطية سيكيم منذ كان عام 1996. فاز نيكول داس راي بالمقعد في انتخابات عام 2004. النائب الحالي هو بريم داس راي، الذي يمثل دائرة انتخابية منذ عام 2009.